# Itacuphocera
Itacuphocera är ett släkte av tvåvingar. Itacuphocera ingår i familjen parasitflugor.
Kladogram enligt Catalogue of Life:
| Itacuphocera | \| \| Itacuphocera borgmeieri \| \| \| \| \| \| Itacuphocera carrerai \| \| \| \| \| \| Itacuphocera ocellaris \| \| \| \| |
|              | \| \| Itacuphocera borgmeieri \| \| \| \| \| \| Itacuphocera carrerai \| \| \| \| \| \| Itacuphocera ocellaris \| \| \| \| |
|              | Itacuphocera borgmeieri |
|              | |
|              | Itacuphocera carrerai |
|              | |
|              | Itacuphocera ocellaris |
|              | |